# Театр-студия Санкт-Петербургского государственного университета
Театр-студия Санкт-Петербургского государственного университета — коллектив художественной самодеятельности. Организован в Ленинградском государственном университете в 1944 году актрисой, режиссёром и педагогом Е. В. Карповой.
На сцене Театра-студии начинали свой творческий путь Игорь Горбачёв, Нелли Подгорная, Сергей Юрский, Леонид Харитонов, Вадим Голиков, Татьяна Щуко, Елизавета Акуличева, Михаил Данилов, Андрей Толубеев, Сергей Лосев, Борис Смолкин, Иван Краско и другие известные актёры, режиссёры и театральные деятели.

## История

### Период с 1944 года по 1959 год

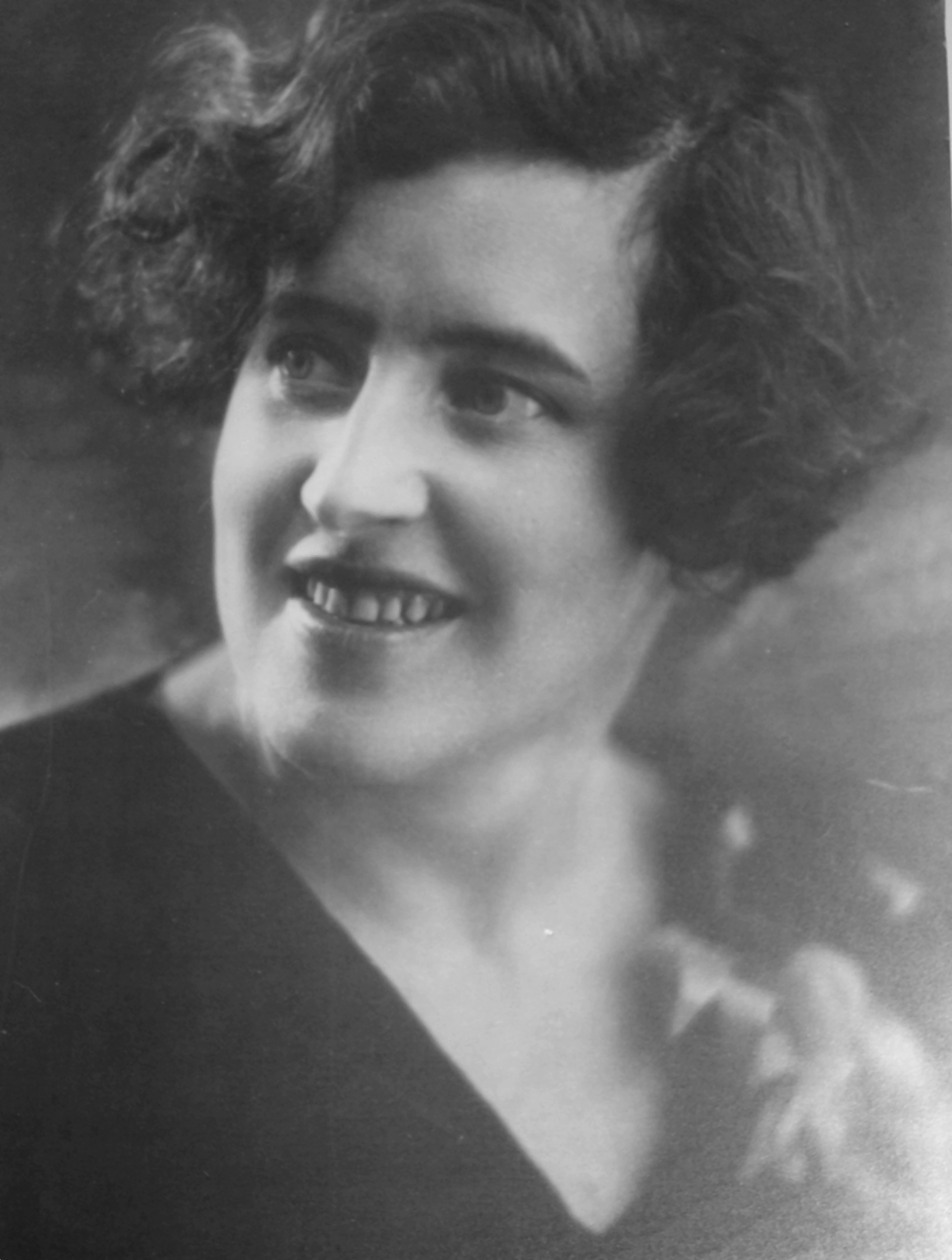
Евгения Владимировна Карпова

Летом 1944 года, после возвращения ЛГУ из эвакуации в Ленинград, ректор А. А. Вознесенский поддержал идею создания в университете кружка любителей драматического искусства. Руководителем коллектива стала актриса, режиссёр и педагог — Евгения Владимировна Карпова, а её помощницей — актриса Маргарита Ивановна Питоева.
Первыми постановками кружка были отрывки из классических и современных пьес Ж.-Б. Мольера, А. Н. Островского, К. А. Тренёва, Н. В. Гоголя, Н. А. Некрасова, Карло Гольдони, а также постановки по произведениям русских и советских писателей.
Важным этапом в истории Театра-студии стал спектакль «Ревизор» по пьесе Н. В. Гоголя. Е. В. Карпова начала репетировать спектакль в 1948 году с Игорем Горбачёвым в роли Хлестакова. 26 марта 1950 года состоялась премьера спектакля в Актовом зале университета. В 1951 году спектакль был выдвинут на Всесоюзный смотр художественной самодеятельности рабочих и служащих и получил там первую премию.
15 марта 1956 года в Актовом зале университета состоялась премьера спектакля, поставленного Е. В. Карповой по пьесе Ж.-Б. Мольера «Тартюф» с Сергеем Юрским в роли Оргона. В 1957 году спектакль был удостоен почетной грамоты ЦК профсоюза работников высшей школы и научных учреждений.
В 1959 году театральному коллективу университета было присвоено звание театра-студии.

### Период с 1959 года по 1976 год
В конце 50-х годов Е. В. Карпова в силу возраста стала меньше принимать участие в работе студии. Преемником Карповой стал актёр Театра драмы и комедии на Литейном Владимир Викторович Петров.

### Период с 1979 года по 2004 год
В 1976 году В. В. Петров набрал свой первый курс в Ленинградском государственном институте театра, музыки и кинематографии и в дальнейшем полностью посвятил себя преподаванию в институте. В 1979 году художественным руководителем Театра-студии становится режиссёр В. С. Голиков, выпускник философского факультета университета, ученик Е. В. Карповой и Г. А. Товстоногова.

### Период с 2004 года по настоящее время
В 2004 году художественным руководителем Театра-студии стала ученица В. С. Голикова — Маргарита Николаевна Дульченко. В 2005 году администрацией Адмиралтейского района Санкт-Петербурга по договору о совместной деятельности с СПбГУ, Театру-студии было предоставлено помещение подростково-молодёжного клуба "РИТМ" со зрительным залом на 80 мест.

## Спектакли
- 1949 — «Ревизор» Н.В. Гоголя, режиссёр Е. Карпова, в роли Хлестакова И. Горбачёв
- 1952 — «Не всё коту масленица» А.Н. Островского, режиссёр Е. Карпова
- 1953 — «Осенняя скука» Н.А. Некрасова, режиссёр Е. Карпова
- 1953 — «20 лет спустя» М. Светлова, режиссёр И. Горбачёв
- 1954 — «Обыкновенный человек» Л. Леонова, постановка Е. Карповой
- 1954 — «Ревизор» Н.В. Гоголя, в роли Хлестакова С. Юрский
- 1955 — «Старые друзья» Л. Малюгина, режиссёр И. Горбачёв
- 1956 — «Тартюф», Мольера, постановка Е. Карповой, художник Оскар Клевер
- 1958 — «Походный марш» А. Галича, постановка Е. Карповой
- 1960 — «Тартюф» Мольера, вторая редакция
- 1960 — «Центр нападения умрёт на заре» А. Куццани, режиссёры В. Голиков, И. Горбачёв, художники М. Смирнов, Н. Кошельков, М. Щеглов
- 1962 — «Время», композиция по рассказу и киносценарию В. Дудинцева «Новогодняя сказка», постановка В. Голикова, художник Егор (Георгий) Прикот
- 1962 — «Вас вызывает Таймыр» А. Галича, постановка В. Голикова и В. Петрова
- 1963 — «Старинные водевили» («Утка и стакан воды» П. Фёдорова, «Запутанное дело» П. Каратыгина,  «Убийство на улице Лурсин» Э. Лабиша), режиссёр В. Петров
- 1964 — «Шекспир и столетия», сценическая композиция и постановка В. Голикова
- 1965 — «Забытый чёрт» Я. Дрды, режиссёр В. Петров
- 1966 — «Интервенция» Л. Славина, постановка В. Петрова, художники Э. Кочергин, М. Фильштинский
- 1969 — «Страх и отчаяние в Третьей империи» Б. Брехта, постановка Ю. Дворкина, К. Чернозёмова, В. Петрова
- 1971 — «Жорж Данден» Мольера, режиссёр К. Чернозёмов
- 1972 — «Источник святых[англ.]» Д. Синга, постановка А. Толубеева, режиссёр В. Петров
- 1972 — «Женитьба» Н.В. Гоголя, режиссёр К. Чернозёмов
- 1973 — «Картины московской жизни» А.Н. Островского («Праздничный сон — до обеда», «Свои собаки грызутся, чужая не приставай»), режиссёр В. Петров, художники Г. Соловьёва и С. Пастух
- 1973 — «Назначение» А. Володина, режиссёр В. Бродянский, композитор О. Каравайчук
- 1974 — «Из римской истории» («Конь в сенате» и «Прекрасные сабинянки») Л. Андреева, режиссёры В. Петров, К. Чернозёмов
  - 1971-1972 — «Конь в сенате» Л. Андреева
  - 1973-1974 — «Прекрасные сабинянки» Л. Андреева
- 1974 — «Ангел приходит в Вавилон[нем.]» Ф. Дюрренматта, режиссёр К. Чернозёмов
- 1975 — «Красное вино победы», литературно-драматическая композиция по произведениям Е. Носова, Б. Окуджавы и стихам А. Твардовского, Д. Самойлова, Д. Антакольского, режиссёры В. Петров и А. Пурер
- 1976 — «Летят перелётные птицы» А. Галина, постановка А. Пурера (Александра Галина), художник Владимир Салусников, музыкальное оформление Виктора Иванова
- 1976 — «Ведьма», «Который из трёх», «В Париж!», по рассказам (А.П. Чехова; «Записки юного врача», по циклу М. Булгакова;  «Рудольфио», по рассказу В. Распутина, режиссёр А. Толубеев
- 1976—1978 — «Напишут наши имена», режиссёр А. Толубеев («Комендант Пушкин», «Пятница»)
  - 1976 — «Пятница», по рассказу Б. Васильева, режиссёр А. Толубеев
  - 1977-1978 — «Комендант Пушкин», по мотивам рассказа Б. Лавренёва
- 1978 — «Кто этот Диззи Гиллеспи» А. Соколовой, постановка А. Толубеева, режиссёр В. Петров
- 1979 — «Девочки, к вам пришёл ваш мальчик!» Л. Петрушевской (по пьесам «Любовь», «Лестничная клетка», «День рождения Смирновой», «Чинзано»), постановка В. Голикова, режиссёр М. Фролов
- 1980 — «Две стрелы» А. Володинa, постановка В. Голикова, музыкальное оформление Ф. Равдоникаса, сценическое движение О. Волкова, режиссёр М. Фролов
- 1981 — «Девочки, к вам пришёл ваш мальчик!» Л. Петрушевской, вторая редакция в постановке В. Голикова
- 1982 — «А всё-таки она вертится?» Александра Хмелика
- 1983 — «Преследование и убийство Жана-Поля Марата, представленное артистической труппой психиатрической лечебницы в Шарантоне под руководством господина Де Сада» П. Вайса, постановка В. Голикова, режиссёр М. Фролов, балетмейстер К. Ласкари, композитор В. Кисин[фр.]
- 1984 — «Зверь» М. Гиндина и В. Синакевича, постановка В. Голикова, режиссёр М. Фролов, композитор В. Кисин, концертмейстер Н. Соколова
- 1986 — «Времена и нравы»,  по рассказам Б. Васильева «Пятница» и «Холодно, холодно», постановка В. Голикова и А. Толубеева
- 1987—1988 — «И свет во тьме светит», по повести Л.Н. Толстого «Отец Сергий», постановка В. Голикова
- 1988 — «Бимбонада, или Песни XX века» по пьесам Л. Петрушевской, режиссёры В. Голиков, М. Дульченко, Е. Гурьянова
- 1993—1994 — «Оркестр[фр.]» Ж. Ануя, режиссёр М. Дульченко, художник Эндрю Голланд
- 1995 — «Долгий рождественский обед[англ.]» Т. Уайдлера, режиссёр В. Сазонов
- 1996 — «Искусство требует жертв?!!!», режиссёр-постановщик В. Голиков, режиссёр М. Дульченко
- 1998 — «Охота на носорога» Н. Гумилёва, режиссёр Л. Хлопотова, М. Дульченко
- 2000 — «Чудная баба» Н. Садур, режиссёр В. Голиков
- 2001 — «3 Садур 3», по пьесам Н. Садур «Поле», «Группа товарищей», «Сила волос», режиссёры В. Голиков, М. Дульченко
- 2002 — «Кьоджинские перепалки[итал.]» К. Гольдони, режиссёры М. Дульченко и Л. Хлопотова
- 2004 — «Очень простая история» М. Ладо, режиссёр А. Милочкин, художники О. Петровская, А. Зыбин
- 2004 — «Гримасы истории», по произведениям В. Пелевина и А.А. Блока, режиссёр М. Дульченко
- 2006 — «Малыш» М. Ивашкявичусa, режиссёр А. Милочкин, художник О. Петровская
- 2007 — «Затворник и Шестипалый», по повести В. Пелевина, режиссёр М. Садовников
- 2007 — «Арабская ночь» Р. Шиммельпфеннигa[нем.], режиссёр А. Милочкин, художник О. Петровская
- 2007 — «Монодиалоги» А. Яблонской, режиссёр А. Милочкин
- 2007 — «Охота на носорога» Н. Гумилёва, режиссёры М. Дульченко и Л. Хлопотова
- 2007 — «Двух королев не бывает» В. Романова, режиссёр Б. Преображенский
- 2008 — «Летний сад» Ю. Ломовцевева, режиссёр Н. Шнейдер
- 2008 — «Видеокамера» А. Яблонской, режиссёр А. Милочкин
- 2009 — «Пятница», по рассказу Б. Васильева; «Записки юного врача», по циклу рассказов М. Булгакова; постановка А. Толубеева 1976 г., режиссёры восстановления В. Котов и М. Дульченко
- 2009 — «Воспоминания», по книге Н. Тэффи, режиссёр М. Дульченко
- 2010 — «Сказка», по новелле В. Набокова, режиссёр М. Дульченко
- 2011 — «Предисловие» («Голубое и розовое») А. Бруштейн, режиссёр Н. Шнейдер
- 2011 — «Изобретательная влюблённая» Лопе де Веги, режиссёр М. Дульченко
- 2011 — «Le Chapiteau (Мартышка)» Ю. Ломовцева, режиссёр Н. Шнейдер
- 2012 — «Ночь» А. Стасюка, режиссёр А. Милочкин
- 2012 — «Пять монологов в поисках автора», по пьесе Т. Вальзер[нем.], режиссёр Н. Шнейдер
- 2012 — «Зверь» М. Гиндина и Вл. Синакевича, режиссёр Е. Гурьянова
- 2014 — «Лёгкое знакомство» В. Красногорова, режиссёр Н. Шнейдер
- 2014 — «Двенадцать коллегий», по мотивам произведений Л. Штерн и С. Довлатова, режиссёр М. Дульченко
- 2014 — «Соучастники[англ.]» Дж. Ходжа[англ.], режиссёр Н. Шнейдер
- 2015 — «Незримый бой», по мотивам дневника Ю. Рябинкина, режиссёр Е. Ковалёва
- 2015 — «Охота на носорога» Н. Гумилёва, режиссёры М. Дульченко, Л. Хлопотова
- 2015 — «Кому достанется Вольтер?!», режиссёры Е. Ковалёва, М. Клименко
- 2016 — «Кики ван Бетховен[фр.]» Э.-Э. Шмитта, режиссёр Н. Шнейдер
- 2016 — «Принц Госплана», по  повести В. Пелевина, режиссёр М. Садовников
- 2016 — «Прощание в июне» А. Вампилова, режиссёр А. Щепочкин

## Награды
- 1951 — спектакль «Ревизор» на I Всесоюзном смотре художественной самодеятельности получил диплом 1-й степени.
- 1957 — спектакль «Тартюф» по пьесе Ж.-Б. Мольера был удостоен почетной грамоты ЦК профсоюза работников высшей школы и научных учреждений.
- 1987 — спектакль «Зверь» по пьесе М. Гиндина и В. Синакевича был удостоен специального приза на Международном фестивале в Мартине (Чехословакия).
- 1995 — спектакль «Искусство требует жертв?!» был удостоен приза на Международном фестивале в городе Безансоне (Франция) и в городе Кельме (Литва).
- 1996 — спектакль «Искусство требует жертв?!» был удостоен приза на Петербургском фестивале «Полёт чайки».
- 2001 — спектакль «3 Садур 3» стал лауреатом I фестиваля студенческих театров России в Екатеринбурге. Т. Бердникова — приз за лучшую женскую роль. Дипломами отмечены А. Авдеев и О. Фролова.
- 2003 — спектакль «Кьоджинские перепалки» стал лауреатом II фестиваля студенческих театров России в Екатеринбурге.
- 2008 — спектакль «Летний сад» по пьесе Ю. Ломовцева (реж. Н. Шнейдер) был представлен на фестивале любительских театров «Театр начинается…» в театре Эстрады в Санкт-Петербурге. По итогам фестиваля П. Чижов награждён дипломом за лучшую мужскую роль, В. Белевская — дипломом за лучшую женскую роль.
- 2015 — спектакль «Соучастники» по пьесе Дж. Ходжа (реж. Н. Шнейдер) получил Гран-при I Всероссийского фестиваля любительских театров «Невские театральные встречи». По итогам фестиваля О. Щербань награждён дипломом за лучшую мужскую роль второго плана, Е. Мухина — дипломом за лучшую эпизодическую роль.
- 2016 — спектакль «Кики ван Бетховен» по произведению Э.-Э. Шмитта (реж. Н.Шнейдер) участвовал во II Всероссийском фестивале любительских театров «Невские театральные встречи». По итогам фестиваля Л. Хлопотова, Т. Бердникова, В. Белевская, М. Гранкина, С. Никифоровская получили диплом за лучший актёрский ансамбль.
- 2017 — спектакль «Затворник и шестипалый» по произведению В. Пелевина (реж. М.Садовников) участвовал в фестивале «Молодежь XXI века». По итогам фестиваля О. Иванова стала лауреатом в номинации «Лучшая женская роль первого плана»,  А. Елисеенко - лауреат в номинации «Лучшая работа художника».